# Întorsura Buzăului
Întorsura Buzăului (en húngaro: Bodzaforduló) es una ciudad de Rumania en el distrito de Covasna, Transilvania. Además, administra tres localidades: Brădet, Floroaia y Scrădoasa. La ciudad cuenta con una población de 8.926 habitantes (censo de 2002).

## Geografía
Se encuentra a una altitud de 704 m s. n. m. a 204 km de la capital, Bucarest. La ciudad está situada en la parte sur del distrito de Covasna, cerca de la frontera con el distrito Braşov (a 6 km) y Buzău (a 20 km), en la carretera nacional 10 que une Braşov con Buzău. Întorsura Buzăului se encuentra en una depresión rodeada de las montañas de Întorsurii, Ciucaş y Siriu. La ciudad tiene las siguientes localidades en su término municipal: Brădet, Floroaia, Scrădoasa.

## Demografía
Según estimación 2012 contaba con una población de 9 463 habitantes.
| 1948 | 1956 | 1966 | 1977  | 1992  | 2002  | 2012  |
| s/d  | s/d  | s/d  | 6 541 | 8 626 | 8 926 | 9 463 |

## Clima
Por su localización en Întorsura Buzăului cada año se registran las más bajas temperaturas de Rumania. En enero de 2006 la más baja temperatura registrada aquí fue -41 °C dos días seguidos.